# Hothouse
"Hothouse" é uma canção gravada pelo duo feminino estadunidense 78violet para seu quarto álbum de estúdio, ainda sem título ou data de lançamento revelados. A faixa será lançada como o primeiro single do disco em 8 de julho de 2013, sendo esse lançamento feito de forma independente. A canção foi produzida por David Kahne e é derivada do indie pop. Um videoclipe acompanhante será divulgado também no dia 8.

## Antecedentes
A faixa será lançada oficialmente no dia 8 de julho de 2013, sendo a primeira trabalhada pela dupla após a mudança de nome, que era Aly & AJ e passou a ser 78violet. Segundo as cantoras, o estilo musical da faixa difere dos trabalhos anteriores lançados por elas, indo em direção a um pop alternativo. A nova sonoridade foi definida como sendo "orgânica e mais pessoal". A produção do tema ficou a cargo de David Kahne, que já trabalhou com artistas como Paul McCartney, Stevie Nicks, Kelly Clarkson e Lana Del Rey. Todo o processo de lançamento será feito de forma independente, sem nenhum selo discográfico, já que a dupla deixou a gravadora Hollywood Records em 2009. A capa do single foi divulgada em 26 de junho.

## Divulgação
A primeira apresentação ao vivo do tema aconteceu em 26 de junho de 2013, no Roxy Theater, localizado em Los Angeles. Uma nova performance está marcada para o dia 9 de julho no The Gramercy Theater, em Nova York.

## Videoclipe
Um videoclipe para a faixa foi filmado em janeiro de 2013 e também será lançado em 8 de julho de 2013.